# Melanargia cleanthe
Melanargia cleanthe är en fjärilsart som beskrevs av Jean Baptiste Boisduval 1832. Melanargia cleanthe ingår i släktet Melanargia och familjen praktfjärilar. Inga underarter finns listade i Catalogue of Life.